# Генріх Вільгельм Маттеус Ольберс
Генріх Вільгельм Маттеус Ольберс (нім. Heinrich Wilhelm Matthäus Olbers) — німецький астроном. Народився в м. Арберген (поблизу Бремена). Вивчав медицину в Геттінгенському університеті. Був практикуючим лікарем у Берліні. Побудував у Берліні власну обсерваторію.

## Наукова спадщина
Основні наукові праці присвячені спостереженням комет і обчисленню кометних орбіт. Відкрив 7 нових комет, одну з яких, виявлену ним 1815 року, названо його ім'ям. Розробив (1797) спосіб визначення параболічної орбіти комети за трьома спостереженнями. 1802 року виявив на підставі обчислень К. Ф. Ґауса першу малу планету Цереру, втрачену незабаром після її відкриття 1801 року. 1802 року відкрив другу малу планету (Палладу), в 1807 — четверту (Веста). Запропонував гіпотезу про походження астероїдів внаслідок руйнування планети Фаетон, що оберталася між орбітами Марса і Юпітера. 1811 року висловив припущення про відштовхувальну силу Сонця як причину появи хвостів у комет. 1837 року встановив періодичність метеорного потоку Леонід. 1826 року сформулював фотометричний парадокс, що отримав назву парадоксу Шезо—Ольберса (Жан Філіп де Шезо — швейцарський астроном, який висловив аналогічну ідею ще 1744 року). Парадокс Шезо—Ольберса полягає в тому, що у разі нескінченості Всесвіту зірок, в будь-якому напрямку на промені зору має бути зірка. Отже, вся поверхня неба має бути сліпуче-яскравою, подібною до поверхні Сонця. Для пояснення парадоксу припустив поглинання світла в міжзоряному просторі. Фотометричний парадокс знайшов своє вирішення в теорії архічної будови Всесвіту, розробленій К. В. Шарльє.
Член Лондонського королівського товариства (1804), Паризької АН (1810), .

## Вшанування
Такі об'єкти названі на його честь
- періодична комета 13P/Olbers
- астероїд 1002 Olbersia
- Кратер Ольберс на Місяці
- Ольберс, 200-км в діаметрі темна ділянка на поверхні Вести